# La Montaña (Torrelavega)
La Montaña es una localidad del municipio de Torrelavega (Cantabria, España).
La localidad está a una altitud de 220 metros sobre el nivel del mar, y a una distancia de 3,9 kilómetros de la capital municipal, Torrelavega. En el año 2024 La Montaña contaba con una población de 144 habitantes (INE), siendo el núcleo menos poblado del municipio.

## Patrimonio
La ermita de San Blas data del siglo XV y ha sido restaurada.

## Cultura

### Fiestas
Celebra la festividad de San Blas el día 3 de febrero.